# Cassiano Caron
Cassiano Caron Sobral de Jesus (Curitiba, 4 de janeiro de 1982) é um empresário e político brasileiro. Exerceu o mandato de deputado na Assembleia Legislativa do Paraná pelo Partido Social Liberal (PSL) por alguns dias em outubro de 2021.

## Carreira política
Caron disputou as eleições de 2018 alcançando 10.981 votos e ficou na primeira suplência da coligação PSL/PTC/Patriotas em função do quociente eleitoral do partido. Nas eleições de 2020 foi candidato a vereador pelo PSL em Curitiba, não sendo eleito. Em outubro de 2021, após a cassação do deputado Subtenente Everton (PSL), Caron assumiu a titularidade do mandato, que durou poucos dias.

### Perda de mandato
Com a cassação, em outubro de 2021, do mandato de Fernando Francischini pelo Tribunal Superior Eleitoral (TSE) por fake news nas eleições de 2018, decretando a anulações de seus votos, houve uma recontagem de votos e Cassiano Caron (que conquistou a vaga pelo quociente eleitoral e após suplência do partido) perdeu o mandato de deputado estadual.
Foi reconduzido ao mandato, no dia 6 de junho de 2022, após a Alep atender a decisão do ministro Kassio Nunes Marques, do Supremo Tribunal Federal (STF). No dia 8 de junho, foi afastado novamente do mandato, após, no dia 7 de junho, a 2ª Turma do Supremo derrubar a decisão de Nunes Marques.